# Illots de Menorca
La següent taula és d'illots que formen part d'algun dels termes municipals de Menorca i, en el seu conjunt, al territori jurídicament assignat al Consell Insular de Menorca. Tots aquests es troben en les proximitats de l'illa principal.
| Municipi        | Nom de l'illot                     | Extensió (m²) | Perímetre (m) | Cota màxima (m) | Imatge |
| --------------- | ---------------------------------- | ------------- | ------------- | --------------- | ------ |
| Ciutadella      | Cala Fontanelles                   | 2.500         | 200           | 18,4            |        |
| Maó             | Plana o de la Quarantena           | 10.000        | 500           | ..              |        |
| Maó             | Llatzaret                          | 293.750       | 2.700         | ..              |        |
| Maó             | del Rei                            | 42.500        | 900           | 14,5            |        |
| Maó             | de ses Àguiles                     | 4.475         | 550           | 23,5            |        |
| Maó             | de sa Mesquida                     | ..            | 450           | ..              |        |
| Maó             | d'en Colom                         | 595.000       | 4.350         | 40,0            |        |
| Maó             | Esculls o illots de sa Cúdia (dos) | 12.480        | 650           | 22,7            |        |
| Maó             | Esculler del Colomar               | ..            | 180           | ..              |        |
| Maó             | Escullets                          | ..            | 500           | ..              |        |
| Maó             | de ses Àguiles (dos)               | 2.500         | 250           | 13,3            |        |
| Maó             | Gran d'Addaia                      | 75.500        | 1.850         | 22,1            |        |
| Maó             | Petita d'Addaia                    | 50.000        | 1.300         | 7,8             |        |
| Es Mercadal     | Esculls de Cala Pregonda           | 18.875        | 900           | 10,2            |        |
| Es Mercadal     | Bleda Petita                       | 7.500         | ..            | 21,5            |        |
| Es Mercadal     | de na Ponça                        | ..            | 250           | ..              |        |
| Es Mercadal     | Escullets d'Addaia                 | ..            | 500           | ..              |        |
| Es Mercadal     | d'en Tosqueta                      | 6.250         | 300           | 6,1             |        |
| Es Mercadal     | de ses Mones                       | 6.250         | 300           | 16,7            |        |
| Es Mercadal     | Sargantana o de ses Sargantanes    | 25.700        | 700           | 14,5            |        |
| Es Mercadal     | Ravells                            | 3.125         | 300           | 6,3             |        |
| Es Mercadal     | dels Porros de Fornells            | 1.600         | 100           | 1,4             |        |
| Es Mercadal     | Esculls de Fornells                | ..            | 300           | ..              |        |
| Es Mercadal     | Es Cobrombol                       | ..            | 450           | ..              |        |
| Es Mercadal     | dels Porros o sa Nitja             | 82.500        | 1.150         | 18,5            |        |
| Es Mercadal     | Llosa na Macaret/Na Carboner       | 5.000         | ..            | 3,6             |        |
| Es Mercadal     | de ses Bledes                      | 37.500        | 1.320         | 61,5            |        |
| Es Mercadal     | de na Joanassa                     | 6.000         | 500           | ..              |        |
| Es Migjorn Gran | Illot de Binicodrell               | 4.000         | 380           | 6,1             |        |
| Sant Lluís      | Escull de Cala Alcalfar            | 800           | 150           | ..              |        |
| Sant Lluís      | Illots de Binibèquer               | ..            | 190           | ..              |        |
| Sant Lluís      | Escull de Binissafúller            | 16.250        | 850           | 3,5             |        |
| Sant Lluís      | Esculls d'en Marçal                | 3.750         | 250           | 2,5             |        |
| Sant Lluís      | de l'Aire                          | 343.750       | 3.300         | 15,0            |        |